# Haley Bennett

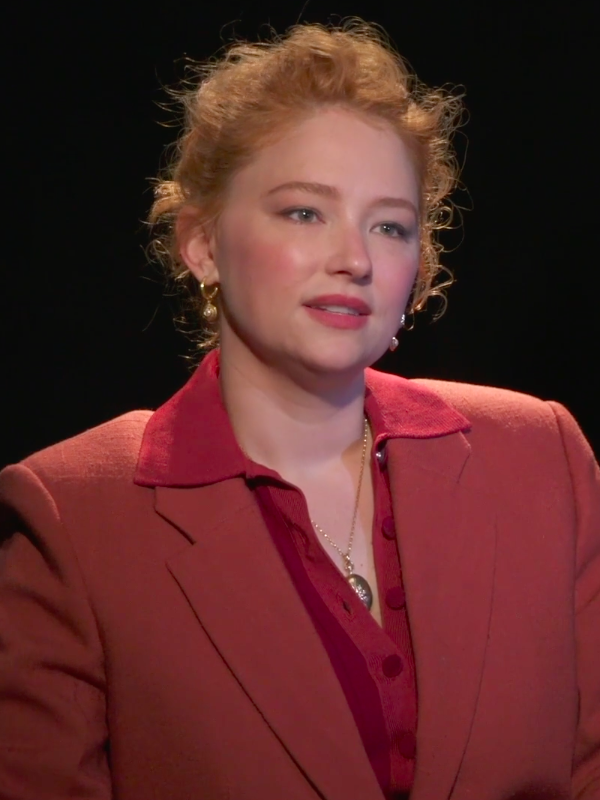
Haley Bennett

Haley Bennett (* 7. Januar 1988 in Fort Myers, Florida) ist eine US-amerikanische Sängerin und Schauspielerin.

## Leben
Haley Bennett wurde 1988 in Fort Myers geboren, wuchs in Naples in Florida auf und besuchte die Stow-Monroe High School in Stow in Ohio. Nach der Rückkehr nach Naples spezialisierte sie sich an der Barron Collier High School auf Musik und Schauspielerei und machte dort ihren Abschluss. Im Jahr 2005 zog sie mit ihrer Mutter nach Los Angeles, um eine Karriere in der Filmbranche zu starten.
Ihr Filmdebüt gab sie 2007 mit der Rolle der Popsensation Cora Corman in der romantischen Komödie Mitten ins Herz – Ein Song für dich mit Hugh Grant und Drew Barrymore. Sie unterschrieb einen Vertrag mit Warner Bros. Pictures für drei weitere Filme. Im Jahr 2008 war sie in dem Horrorfilm Molly Hartley – Die Tochter des Satans neben Chace Crawford sowie in College zu sehen. Im selben Jahr hatte sie eine kleine Nebenrolle in dem Film Marley & Ich. 2014 spielte Bennett in dem Horrorfilm Kristy – Lauf um dein Leben die Hauptrolle der Justine Wills. 2016 spielte Bennett in der Neuverfilmung des Westerns Die glorreichen Sieben die Rolle der Emma Cullen. 2018 wurde sie in die Academy of Motion Picture Arts and Sciences aufgenommen, die jährlich die Oscars vergibt.
2023 spielte sie im Filmdrama Widow Clicquot in der Titelrolle die „Witwe Clicquot“.

## Musik
Sie sang einige Lieder für den Film Mitten ins Herz – Ein Song für dich (Originaltitel: Music & Lyrics): Way Back Into Love, Slam, Buddha’s Delight und Entering Bootytown, von denen sie die drei zuletzt genannten Titel selbst schrieb.
Sie unterschrieb 2007 einen Vertrag mit 550 Music/NuSound Records und begann, mit der Sängerin und Songwriterin Shaley Scott an ihrem ersten Album zu arbeiten.

## Filmografie
- 2007: Mitten ins Herz – Ein Song für dich (Music and Lyrics)
- 2008: College
- 2008: Molly Hartley – Die Tochter des Satans (The Haunting of Molly Hartley)
- 2008: Marley & Ich (Marley & Me)
- 2009: Passage
- 2009: The Hole – Wovor hast Du Angst? (The Hole)
- 2010: Kaboom
- 2010: Arcadia Lost
- 2012: Outlaw Country (Fernsehfilm)
- 2013: Deep Powder
- 2014: After the Fall
- 2014: Kristy – Lauf um dein Leben (Kristy)
- 2014: The White City (Lost in the White City)
- 2014: The Equalizer
- 2015: Hardcore (Hardcore Henry)
- 2015: A Kind of Murder
- 2016: Die glorreichen Sieben (The Magnificent Seven)
- 2016: Girl on the Train (The Girl on the Train)
- 2016: Regeln spielen keine Rolle (Rules Don't Apply)
- 2017: Thank You for Your Service
- 2019: Swallow
- 2019: The Red Sea Diving Resort
- 2020: The Devil All the Time
- 2020: Hillbilly-Elegie (Hillbilly Elegy)
- 2021: Cyrano
- 2022: Till – Kampf um die Wahrheit (Till)
- 2022: She Is Love
- 2023: Magazine Dreams
- 2023: Die Witwe Clicquot (Widow Clicquot, auch als Produzentin)
- 2024: Race for Glory: Audi vs. Lancia (Race to Glory: Audi vs Lancia)
- 2024: Borderlands
- 2024: The Luckiest Man in America